# Thomas Joseph Meskill

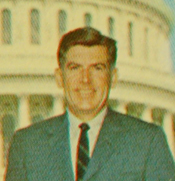
Thomas Joseph Meskill

Thomas Joseph Meskill (* 30. Januar 1928 in New Britain, Connecticut; † 29. Oktober 2007 in Delray Beach, Florida) war ein US-amerikanischer Jurist und Politiker (Republikanische Partei). Er war von 1971 bis 1975 Gouverneur des Bundesstaates Connecticut und Bundesrichter.

## Frühe Jahre und politischer Aufstieg
Meskill machte 1950 seinen Bachelor of Science am Trinity College in Hartford. Anschließend verpflichtete er sich während des Koreakrieges bei der United States Air Force und wurde dann 1953 als First Lieutenant entlassen. Danach schrieb er sich an der Law School der University of Connecticut ein, wo er 1956 sein rechtswissenschaftliches Diplom erhielt. Er kehrte nach New Britain zurück, um dort zu praktizieren. 1958 schlug er eine politische Laufbahn ein, als er erfolglos für einen Sitz im Senat von Connecticut kandidierte. Im folgenden Jahr kandidierte er für das Amt des Bürgermeisters von New Britain, wurde aber knapp geschlagen. Allerdings gewann er seinen zweiten Wahlkampf für das Bürgermeisteramt seiner Heimatstadt, das er von 1962 bis 1964 innehatte. Meskill kandidierte 1966 für einen Sitz im US-Repräsentantenhaus, wo er nach erfolgreicher Wahl zwei Amtszeiten verblieb, bevor er sich um das Amt des Gouverneurs von Connecticut bewarb.

## Gouverneur von Connecticut
Meskill wurde am 6. Januar 1971 zum Gouverneur von Connecticut gewählt, wobei er sich mit 53,8 Prozent der Stimmen gegen den Demokraten Emilio Q. Daddario durchsetzte. Als er sein Amt antrat, hatte der Staat ein Defizit in Höhe von 260 Millionen Dollar. Er tilgte bis 1973 das Defizit, so dass die Staatskasse dann Mehreinnahmen von 65 Millionen Dollar auswies. Während Meskills Amtszeit wurde das Department of Environmental Protection geschaffen und ein staatliches Lotteriesystem eingerichtet, was seine Antwort auf eine Einkommensteuer war. Ferner war er im National Governors’ Conference Executive Committee tätig. Er verließ sein Amt am 8. Januar 1975.

## Weiterer Lebenslauf
Präsident Gerald Ford ernannte ihn 1975 zum Richter am Bundesberufungsgericht für den zweiten Bundesgerichtskreis, wo er als Nachfolger von J. Joseph Smith bis 1993 tätig war. Während seines letzten Jahres als Richter hatte Meskill die Stellung des Chief Judge inne.